# Zemo Kvatetri
Zemo Kvatetri (en georgiano: ზემო ქვათეთრი; en osetio: Уæллаг Куатетри, romanizado: Uallag Kuatetri) es una aldea que pertenece a la parcialmente reconocida República de Osetia del Sur, parte del distrito de Znaur, aunque de iure pertenece al municipio de Tighvi de la región de Iberia Interior de Georgia.

## Geografía
Zemo Kvatetri se encuentra a orillas del río Gagura, a 9 kilómetros de Kornisi. 

## Historia
La aldea estuvo incluida en el distrito de Znaur hasta 1991. Desde entonces pasó a estar incluido en el municipio de Kareli y posteriormente, en el municipio de Tighvi, aunque Georgia perdió su control en la guerra de Osetia del Sur (1991-1992).Tras la guerra, la aldea quedó prácticamente desierta.
En 2013, se construyó un puesto de primeros auxilios en la aldea. En 2014 se unieron las aldeas de Shua Kvatetri y Zemo Kvatetri, pasando a llamarse Ursdur (en osetio: Урсдур).

## Demografía
La evolución demográfica de Zemo Kvatetri entre 1916 y 1959 fue la siguiente:
| 312                                                      | 72 |
| (Fuente: Population of South Ossetia since Soviet times) |    |

Según el censo soviético de 1959, la mayoría de la población local eran osetios. En los distintos censos, la composición étnica de la aldea era la siguiente:
|              | 1916      | 1916       |
| Grupo étnico | Población | Porcentaje |
| ------------ | --------- | ---------- |
| Georgianos   | 0         | 0%         |
| Osetios      | 312       | 100%       |
| Total        | 312       | 100%       |